# أورتوكسازوماب
أورتوكسازوماب (Urtoxazumab)هو جسم مضاد وحيد النسيلة مؤنسن مبرمج ضد الإسهال الناتج عن بكتيريا الإشريكية القولونية من النمط المصلي O121. تم تصميم الدواء للارتباط بسُمينات هذه البكتيريا، بحيث يمكن تكسيرها وإخراجها من الجسم بسهولة أكبر.